# 巨勢金岡
巨勢 金岡（こせ の かなおか）は、平安時代前期の貴族・宮廷画家。官位は従五位下・采女正。

## 経歴
中納言・巨勢野足を曾祖父に持つ少壮貴族の出身であったが、その豊かな画才を朝廷に認められ、宇多天皇や藤原基経といった権力者の恩顧を得て活躍した。貞観10年（868年）から同14年（872年）にかけては宮廷の神泉苑を監修し、その過程で菅原道真や紀長谷雄といった知識人とも親交を結んだ。
日本画独自の様式を追求・深化させ、唐絵の影響を脱した大和絵の様式を確立させた功労者とされる。またその子孫は、後世において巨勢派と称される画家集団を形成、宮廷画や仏画の分野において多大な影響力を発揮した。しかし、その作品は一切現存してはいない。
大阪府堺市北区金岡町には当地に住んでいたとされる巨勢金岡を祀った金岡神社が鎮座し、神社の東北東200mの場所には巨勢金岡が筆を洗ったとされる「金岡淵」がある（現在は埋め立てられて広場となっている）。巨勢金岡の名前が、付近の地名「金岡町」や大阪府立金岡高等学校の校名の由来となっている。
兵庫県伊丹市には「清水」と言う地名があり、巨勢金岡が絵を描く際に現在の「清水3丁目」付近で取水したことが由来となっている。また、この付近に端を発する水路が「金岡雨水幹線（通称:金岡川、金岡排水路）」と呼ばれている。
京都では巨勢家は永きに渡り本能寺の檀家であり本能寺の変の際には歴代の巨勢家の墓、家系図ともに戦火の犠牲になった。
現在でも移転した本能寺の境内に巨勢家の墓が現存し、本能寺が焼失前から継承している数少ない墓の一つである。

## 系譜
- 父：巨勢有行または巨勢氏宗[1]
- 母：不詳
- 妻：不詳
  - 男子：巨勢公望[2]
  - 男子：巨勢公忠[2]
  - 養子：巨勢相覧 - 実は金岡の甥、子孫は大神神社社家